# Познањска арена

Познањска арена је спортска дворана смештена у парку у Познању. Саграђена у периоду од 1972. до 1974. године, а архитекта је био Јиржи Турцински. Својим обликом подсећа на Спортску дворану у Риму.
Кровна купола покривена је алуминијумом. Дворана има 4,200 седишта на штандовима и око 3.000 места на паркету. Арена је прилагођена организовање спортских приредби, концерата и филмова. Дворана је прилагођена за потребе особа са инвалидитетом.
У овој дворани ће се играти утакмице А групе Евробаскета 2009. репрезентација Македоније, Израела, Хрватске и Грчке.

## Димензије
- Површина: 13.500
- Пречник: 100 m
- Висина куполе: 28 m